# اردوکشی ناخدا پری

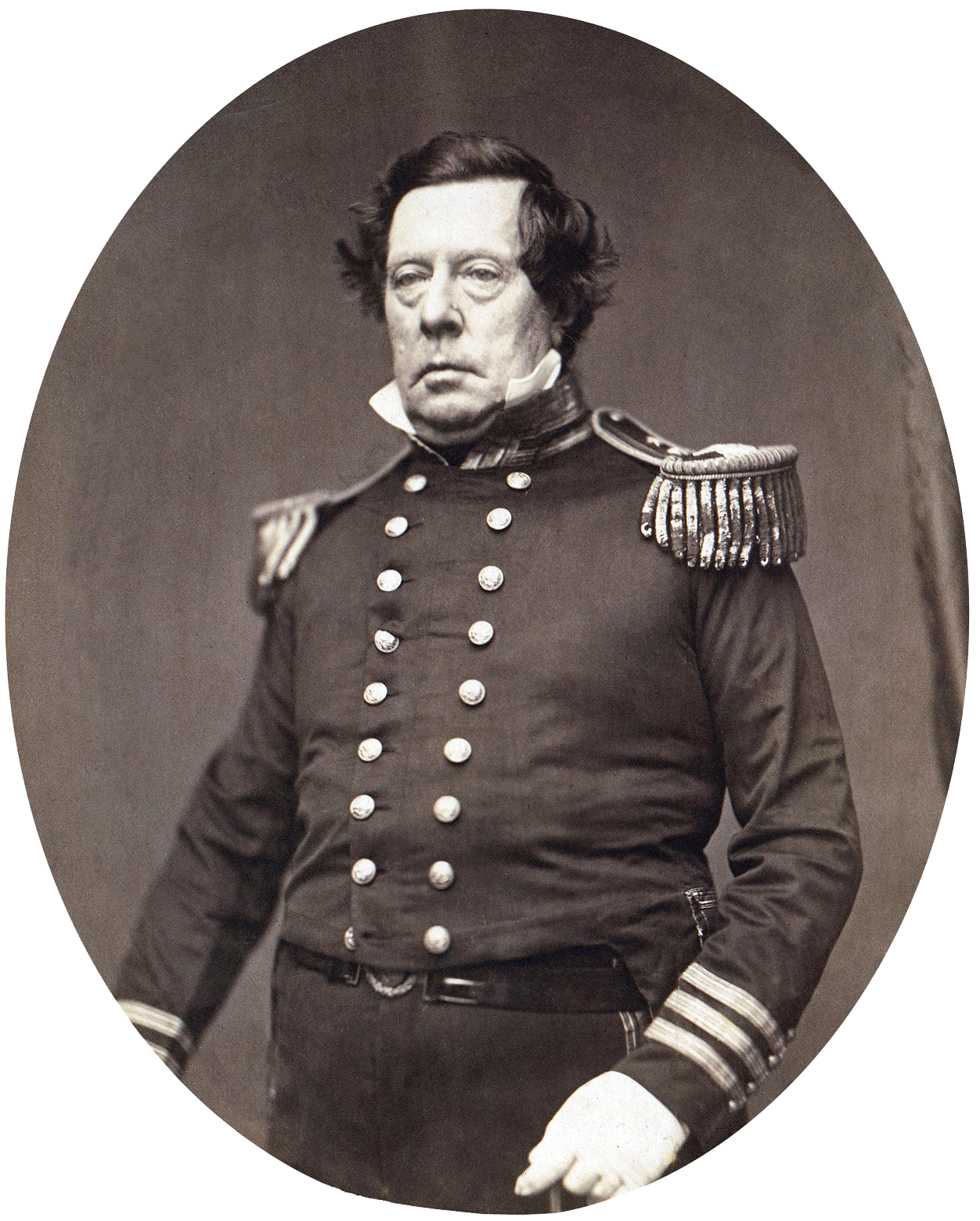
متیو سی. پری

اردوکشی ناخدا پری مأموریت دیپلماسی و نظامی در دوره باکوماتسو در ژاپن بود که در دو سفر جداگانه توسط نیروی دریایی ایالات متحده آمریکا به فرماندهی متیو سی. پری در سال‌های ۱۸۵۳–۵۴ میلادی انجام شد.